# Flik 55J
A 'Fliegerkompanie 55' (rövidítve Flik 55, magyarul 55. repülőszázad) az osztrák-magyar légierő egyik kiemelkedően eredményes katonai alakulata volt. 

## Története
A századot az ausztriai Straßhofban állították fel. Kiképzés után, 1917. július 18-án az olasz frontra, Haidenschaftba küldték. Néhány nappal később, július 25-én végrehajtották a légierő reformját és az egységet vadászszázaddá (Jagdflieger-Kompanie 55, Flik 55J) minősítették. Az év végén a 2. Isonzó-hadsereg keretében vett részt a caporettói áttörésben, 1918 nyarán pedig a 11. hadsereg részeként harcolt a Piave-offenzívában. Bázisa Perginében volt.  
A háború után a teljes osztrák légierővel együtt felszámolták.

## Századparancsnokok
- Maier József százados
- Eduard von Hebra főhadnagy

## Ászpilóták
Hosszú ideig az alakulat pilótája volt Kiss József, a legendás magyar ász. Főként az ebben a században aratott légi győzelmeinek hatására kapta meg a „Levegő lovagja” megtisztelő címet bajtársaitól. Szintén 12 légi győzelmet szerzett a században a monarchia 2. legeredményesebb pilótája, Julius Arigi is. 
Az ászpilóták közül 3-an magyar nemzetiségűek.
| Név           | A században elért légi győzelem |
| ------------- | ------------------------------- |
| Julius Arigi  | 12                              |
| Kasza Sándor  | 6                               |
| Kiss József   | 12                              |
| Georg Kenzian | 7                               |
| Karl Nikitsch | 1                               |
| Franz Lahner  | 5                               |
| Maier József  | 7                               |
| Összesen:     | 50 igazolt légi győzelem        |

## Századjelzés
A század gépeinek nem volt egységes jelzése, a gépeket nagyméretű, felfestett számokkal különböztették meg. Kiss József repülőgépét a farok elé festett széles fehér törzsgyűrű jelölte, a rajába tartozó másik két gépet két (Kirják József), illetve három (Kasza Sándor) gyűrű különböztette meg.

## Repülőgépek
A század pilótái a következő típusokat repülték:
- Phönix D.II
- Albatros D.III